# Oskar Schepp
Oskar Schepp (* 1900 in Heidelberg; † 1986 ebenda) war ein deutscher Maler und Kunsterzieher. Bei seinen Arbeiten bevorzugte er Aquarell, Pastell, Bleistift, Kohle und Tusche.

## Leben
1900 wurde Schepp in Heidelberg geboren. Während seines Studiums am Staatlichen Bauhaus in Weimar von 1920 bis 1924 gab es enge Kontakte zu Oskar Schlemmer, Paul Klee und Lionel Feininger. Anschließend lebte er als freier Maler in Berlin, St. Moritz und Heidelberg.
Von 1954 bis 1974 war er außerdem als Kunsterzieher am Gymnasium des Englischen Instituts in Heidelberg tätig.
Von 1979 bis zu seinem Tod war er Mitglied der Heidelberger Künstlergruppe 79.
Er wohnte in einer Villa am Neckar und war der Vermieter der Drogistenfamilie Werner.

## Werke (Auswahl)
- Spitzingsee
- Städtchen an der Jagst
- Bunter Zinnienstrauß in blauer Vase
- ohne Titel[2]
- Blick über den befahrenen Neckar auf die Heidelberger Altstadt

## Ausstellungen (Auswahl)
- Drei Generationen Heidelberger Künstler, Kunstverein Bruchsal (1979)[3]
- Unvergessen Heidelberger Forum für Kunst, Heidelberg (2003)
- Oskar Schepp Retrospektive, Kulturamt der Stadt Heidelberg, Gastausstellung im Heidelberger Forum für Kunst (2009)[4]

## Auszeichnungen
Die Hartlaub-Medaille des Heidelberger Kunstvereins wurde ihm 1980 verliehen.